# NGC 6239
NGC 6239 је спирална галаксија у сазвежђу Херкул која се налази на NGC листи објеката дубоког неба.
Деклинација објекта је + 42° 44' 23" а ректасцензија 16h 50m 5,2s. Привидна величина (магнитуда) објекта NGC 6239 износи 12,1 а фотографска магнитуда 12,9. Налази се на удаљености од 18,9000 милиона парсека од Сунца. NGC 6239 је још познат и под ознакама UGC 10577, MCG 7-35-1, CGCG 225-2, CGCG 224-105, IRAS 16484+4249, PGC 59083.